# Axonopus compressus
Axonopus compressus, também conhecida como grama São Carlos, grama Curitibana, Grama Sempre Verde, Grama Tapete e Grama Raspim é uma grama frequentemente utilizada como um pasto permanente, cobertura vegetal e gramado em solos úmidos e com pouca fertilidade, incluindo locais de meia-sombra ou até pouco iluminados.
Apresenta folhas largas. Possui alta resistência ao encharcamento e desenvolve bem em locais com drenagem ruim, locais onde outras gramas não se desenvolveriam
Exige um solo levemente ácido e rico em matéria orgânica.
Sinônimos: Milium compressum Swartz (1788), Paspalum platicaulon Poiret (1804), Anastrophus compressus Schlechtendal ex Doell (1877).

## Morfologia e características
A Axonopus é um gênero de mais de 100 espécies que também inclui alguns tipos de grama de pasto e mato.
Ela possui folhas pequenas e largas e de textura macia com um verde de coloração intensa. Ela possui uma haste rasteira que se enraíza nos nós. É uma erva perene, estolonífera e de propagação curta.
Ela é uma grama de colmos ascendentes que podem atingir de 20 a 50 cm de altura. A bainha da folha é infa e peluda ao longo da margem externa e os nós densamente pubescentes. A lâmmina foliar é lanceolada, plana, relativamente curta com 5 a 15 cm de comprimento por 3 a 16mm de largura.
Existem geralmente 2 a 4 inflorescências surgindo da axila da folha superior (Henderson, 1959). As inflorescências são um caule delgado com duas pontas delgadas de um lado de geralmente 5–10 cm de comprimento, geralmente com uma terceira inserida 1–2 cm abaixo. Ela possui espiguetas verdes, elípticas, pontiagudas, achatadas, com haste curta, 2-3,5 mm x 1-1,25 mm, verde-claro ou tingido de púrpura, com um florete inferior estéril e um florete superior bissexual, glume vazio inferior ausente, vazio superior glume na face da espigueta longe da axila da espiga, com veios verdes, gluma de floração inferior como a gluma vazia superior, glume de floração superior lisa, pálida, com veios muito fracos, estigmas brancos ou arroxeados (Henderson, 1959). A cariopse é elíptica, com 1,25 mm de comprimento, comprimida dorsalmente, marrom-amarelada.
A concentração de nitogênio da A. compressus está na faixa de 1 a 2%. Existem relatos de que esta planta possui a habilidade de fixar o nitrogênio atmosférico através da associação com micro-organismos.
Muita gente confunde a A. compressus com a Paspalum notatum (grama Batatais). Porém a diferença é muito evidente pois a grama São Carlos não possui pêlos e portanto, é a preferida para gramar áreas de recreação por não causar alergia em crianças.

## Clima e regiões
A origem da Axonopus compressus não é certa, mas atribui-se de origem Norte, Centro e especialmente Sul-Americana.
Ela é encontrada e comercializada em todo o mundo, tais como Alemanha onde é conhecida como Teppichrasengras ou Breitblättriges, Argentina onde é conhecida como pasto chato ou pasto jesuita, Bangladesh, onde é conhecida como shial kata, Estados Unidos onde é conhecida como Carpet Grass, Indonésia onde é conhecida como djoekoet pahit; djukut pait; Roempoet Pait; Rumput pahit, Malásia onde é conhecida como Rumput parit, Filipinas onde é conhecida como Kulape, Tailândia onde é conhecida como Ya baimaln e Ya-help, e muito comercializada no Brasil. Na Austrália ela é conhecida como Blanket grass e é considerado mato.
Esta grama é plantada todo ano pois tolera temperaturas extremas de calor e frio intenso incluindo geada mas é melhor adaptada em ambientes quentes e úmidos e tolera moderadamente áreas sombreadas mas cresce vigorosamente com sol pleno. Ela é encontrada inclusive em altas altitudes, como na Indonésia a 2300 m. É uma grama que cresce em terrenos arenosos a argilosos mas não resiste muito a áreas alagadas.

## Aplicação
A A. compressus é amplamente usada no mundo todo em jardins e paisagismos residencias, em condomínios, jardins de empresas, sítios e pomares, parques, bosques e casas de campo e casas na praia. Em alguns casos, esta grama tem sido utilizada para conter erosões em plantações de palmeiras e coco e estabilização de barrancos e represas .
Ela é uma grama que resiste a pisoteios leves e a regiões de meia-sombra. Assim ela é apreferida para áreas de recreação e pomares.
Ela é uma grama que requer área com solo fértil e úmido.

## Comercialização
No Brasil, a A. compressus ou Grama São Carlos é cortada em grameiros e geralmente vendida na forma de rolos de 40 cm x 125 cm ou placas de 40 cm x 62,5 cm.
Quando vendida em forma de placas, ela é transportada em pallets em caminhões abertos do tipo truck, bi-truck ou carreta, carregando entre 1000 a 1500 m² dependendo do tipo de caminhão. Por lei, a grama não deve ser transportada em caminhões fechados como caminhões-baús.
Atualmente, alguns grameiros têm vendido uma variedade da grama São Carlos denominada grama São Carlos Plus. Esta grama é a grama colhida com maior tempo de safra, geralmente com mais de 1 ano e meio e assim, possui tapetes mais firmes, maior rusticidade e maior resistência a desgastes. Além disso, este tipo de grama possui raiz mais bem formada, então ela se adapta mais rapidamente ao solo após o plantio. Em pouco tempo, o gramado forma um tapete fechado, compacto e denso. Isso diminui os custos de implantação e manutenção proporcionando o melhor custo-benefício.

## Plantio
A A. compressus pode ser plantada em qualquer época do ano, mas é recomendada o plantio na época mais quente e mais úmida.
Como qualquer tipo de grama, ela deve ser plantada imediatamente após a entrega em um terreno pré-preparado para o plantio, ou seja, livre de desníveis, pedras, sujeiras, ervas daninhas e mato e entulhos.
Geralmente, esta grama não necessita de adubação prévia do solo mas, dependente do tipo do terreno, caso seja pobre em nutrientes, é recomendada  a consulta de um especialista Agrônomo ou Engenheiro Agrônomo para analisar o solo e fazer a correção necessária.
Uma vez plantada, colocando-se as placas lado-a-lado, recomenda-se cobrir com terra e a rega da grama deve ser feita diariamente por pelo menos 30 dias. Depois disso, a rega pode ser feita por pelo menos 3x por semana, depois de algumas semanas, pode ser feita pelo menos 1x por semana. Deve-se tomar cuidado para a rega excessiva.
A poda da grama deve ser feita quando a grama atingir tamanho acima de 5–10 cm, não cortando mais do que 1/3 de sua altura. Algumas pessoas dizem que a grama seca pode chegar a fermentar se não limpa após a poda, porém, a importância da limpeza da grama cortada possui mais fins estéticos, de modo a se ter um gramado sempre bonito.

## Curiosidades
Pontencial antioxidante da A. compressus
Existem na literatura alguns trabalhos utilizando o potencial antioxidante do extrato da folha de A. compressus. O trabalho de Bartholomew Ibeh (2013) do Departamento de Bioquímica da Faculdade de Ciências Naturais e Aplicadas da Universidade Michael Okpara da Nigéria descreveu a propriedade antioxidante forte com potencial aplicação etnomédica. Utilizando métodos cromatográficos e espectrofotométricos de extrato da folha de A. compressus, Ibeh testou a atividade antioxidante em três testes: potencial antioxidante redutor de ferro transformando Fe3+ a Fe2+, DPPH (2,2-difenil-1-picril hidrazila) e o ensaio de TBARS modificado. A capacidade antioxidante foi medida variando a concentração (10 a 400 microgramas/mL) de extrato necessário para apagar os radicais livres a 50% (IC%)) e expressos como % de inibição. Os fitoquímicos foram determinados pela detecção de padrão e métodos espectrofotométricos. Foram detectados: saponina (1.2±0.1), alcalóide (2.10±0.12), tanino (0.71±0.4), flavonoides (1.92±0.13) e polifenóis  (1.78±0.21) em mg/100 g. Observou-se que o extrato da folha de A. compressus tinha a mesma atividade antioxidante comparada com o ácido ascórbico. A redução do DPPH do A. compressus foi maior a 400μg/ml (92.00 ± 0.002%) com IC50 de 52.2 μg/ml. O potencial redutor do ferro do extrato a 400μg/ml (78±1.83% [FRAP:0.92]) e a inibição da peroxidação lipídica  peroxidation medida como TBARS foi 92.±1.21%. Assim, Ibeh concluiu que as folhas de A. compressus possuem de fato propriedades antioxidantes fortes que poderão ser explorados para aplicação etomética.